# Place de l'Île-de-Sein
La place de l'Île-de-Sein est une voie du quartier du Montparnasse dans le 14e arrondissement de Paris.

## Situation et accès
Cette place en forme de triangle se situe à la jonction du boulevard Arago (nord) et de la rue du Faubourg-Saint-Jacques (est) ; à l'ouest et au sud, elle est délimitée respectivement par le collège Saint-Exupéry et la rue Leclerc. Elle occupe une surface d'environ 1 500 m2.
La place de l'Île-de-Sein est desservie à proximité par la ligne 6 à la station Saint-Jacques.

## Origine du nom
Cette place rend hommage aux 133 hommes, soit la totalité de la population masculine de l'île de Sein en Bretagne, ayant rejoint les premiers à Londres le général de Gaulle après son appel du 18 juin 1940, lors de la Seconde Guerre mondiale.

## Historique
La place est créée sur l'emprise des voies qui la bordent et prend sa dénomination actuelle le 1er octobre 1981.

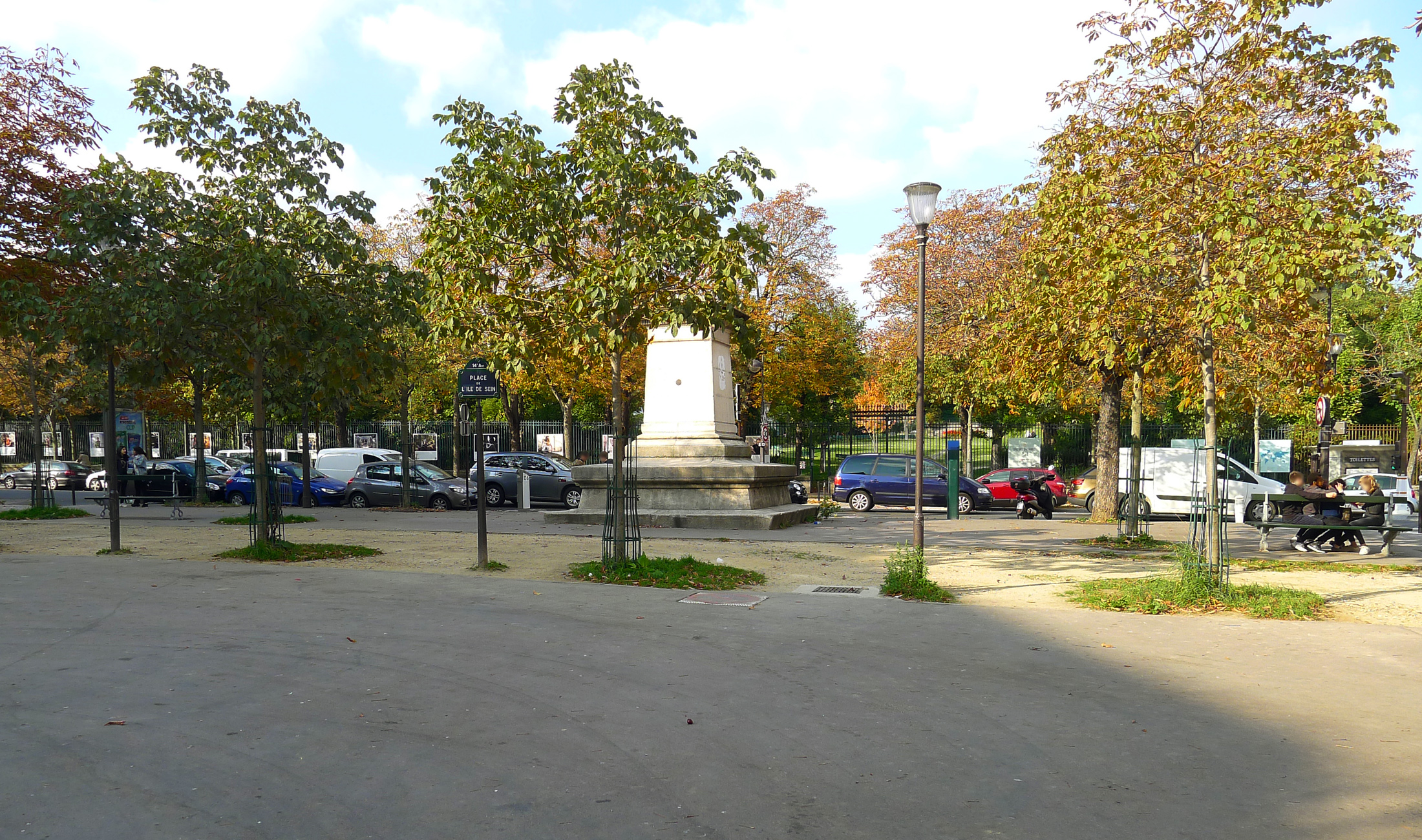
La place avec, en arrière-plan, le boulevard Arago.

## Bâtiments remarquables et lieux de mémoire
- La Faculté libre de théologie protestante de Paris.
- La place fait face à l'arrière du jardin de l'Observatoire de Paris.
- Le socle de la statue d'Arago (la statue en bronze a été fondue sous l'occupation allemande), et le médaillon en l'Hommage à Arago indiquant le méridien de Paris.
- La place a été le lieu de tournage d'une scène du film d'Arnaud Desplechin, Un conte de Noël (2008), celle de la déambulation et de la chute d'Henri (interprété par Mathieu Amalric).
- Allée Nina-Simone

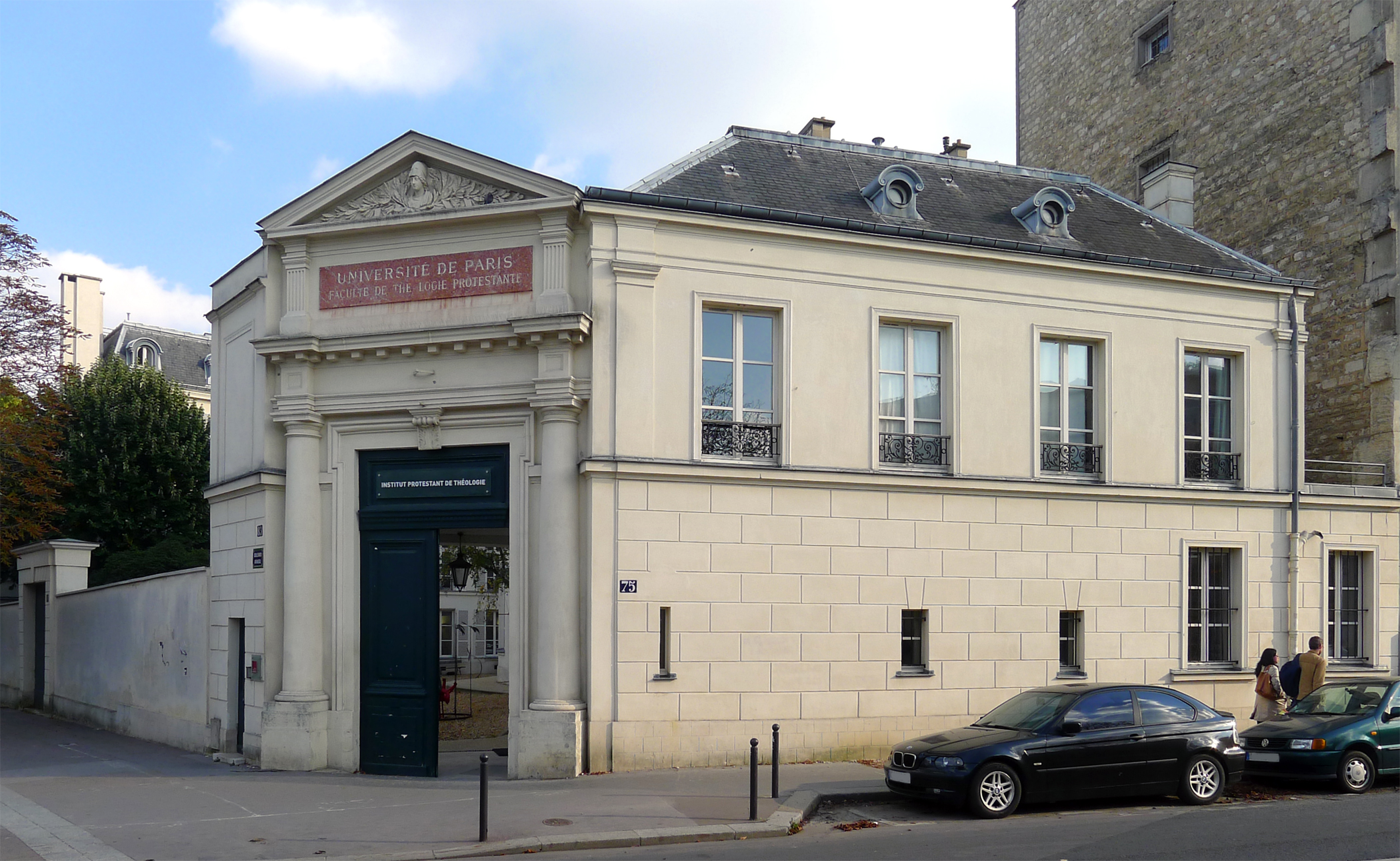
La Faculté libre de théologie protestante de Paris.
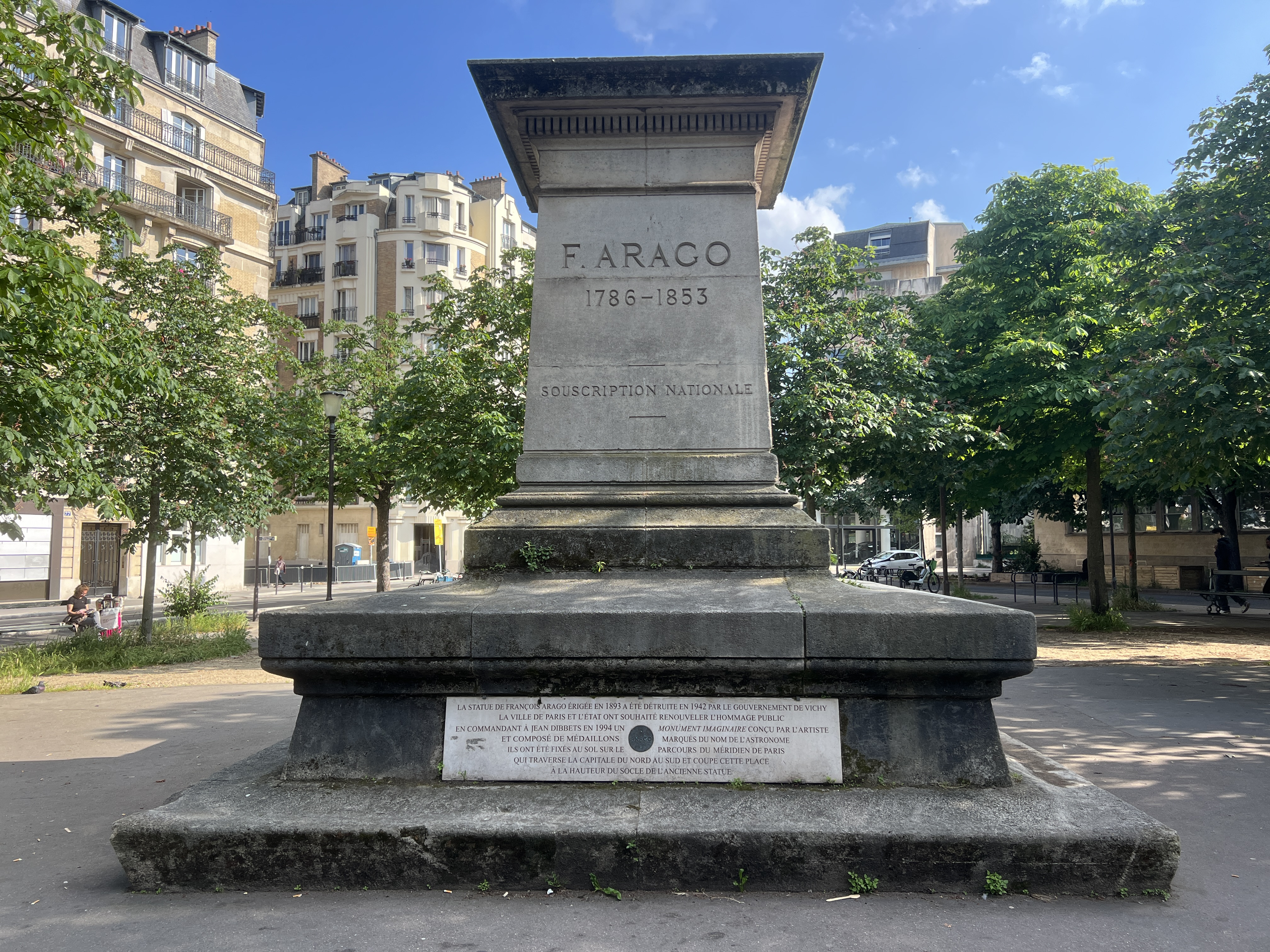
Le socle de la statue fondue d'Arago.